# Gianluca Brambilla
Gianluca Brambilla (Bellano, Llombardia, 22 d'agost de 1987) és un ciclista italià, professional des del 2010. Actualment corre amb l'equip Q36.5 Pro Cycling Team.
Durant la disputa de la 16a etapa de la Volta a Espanya de 2014, es va veure implicat amb una baralla amb el ciclista del Tinkoff-Saxo, Ivan Rovni. Els dos corredors van ser exclosos de la cursa abans d'arribar a la meta.

## Palmarès
- 2008
  - 1r al Gran Premi Palio del Recioto
- 2009
  - 1r al Giro del Friül-Venècia Júlia
- 2010
  - 1r a la Coppa Papà Carlo
- 2016
  - 1r al Trofeu Pollença-Port d'Andratx
  - Vencedor d'una etapa al Giro d'Itàlia
  - Vencedor d'una etapa a la Volta a Espanya
- 2021
  - 1r al Tour dels Alps Marítims i del Var i vencedor d'una etapa

### Resultats al Giro d'Itàlia
- 2011. 95è de la classificació general
- 2012. 13è de la classificació general
- 2013. 105è de la classificació general
- 2014. 29è de la classificació general
- 2016. 22è de la classificació general. Vencedor d'una etapa.  Porta el Mallot rosa durant 2 etapes
- 2018. 18è de la classificació general
- 2019. 49è de la classificació general
- 2020. Abandona (15a etapa)
- 2021. Abandona (19a etapa)

### Resultats a la Volta a Espanya
- 2014. Exclòs (16a etapa)
- 2015. 13è de la classificació general
- 2016. 23è de la classificació general. Vencedor d'una etapa
- 2018. 16è de la classificació general
- 2019. 42è de la classificació general

### Resultats al Tour de França
- 2017. 53è de la classificació general